# Бозанкет, Бернард
Бернард Бо́занкет (англ. Bernard Bosanquet; 14 июня 1848 года, Рок-Холл (около Алника), Нортамберленд — 8 февраля 1923 года, Лондон) — британский философ, автор работ по политической философии и влиятельная фигура в вопросах политических и социальных наук в Великобритании конца XIX и начала XX века; номинировался на Нобелевскую премию по литературе.

## Биография и наследие
Образование получил в школе Хэрроу и оксфордском Баллиол-колледже. После его окончания был избран членом Университетского колледжа Оксфорда, где преподавал в 1870—1881 гг. Ушёл в отставку, чтобы посвятить себя философии. В 1881 году переехал в Лондон, где стал активным членом Общества милосердия и Лондонского этического общества. В 1902—1908 годах профессор моральной философии в Сент-Эндрюсском университете. В 1911—1912 гг. читал лекции в Эдинбургском университете.
Был одним из лидеров неогегельянского философского движения в Великобритании, его труды написаны под влиянием идей древнегреческих философов Платона и Аристотеля и немецких философов Иммануила Канта и Георга Гегеля. Согласно теории государства Бозанкета, национальное государство — наивысшая ценность и «совершеннейший индивид» с неограниченной властью над отдельными гражданами, оно формирует их социальную мораль.
Его творчество оказало влияние на многих британских философов, хотя после его смерти зачастую подвергается критике.

### Сочинения
Автор работ по логике, метафизике, эстетике и политике.
- Essentials of Logic. L., 1895;
- The Philosophical Theory of the State. L., 1899;
- A History of Aesthetics. L. — N. Y., 1904;
- Logic. Oxf., 1911;
- The Principle of Individuality and Value. L., 1912;
- The Meeting of Extremes in Contemporary Philosophy. L., 1921;

## Переводы трудов на русский язык
- Бозанкет Б. Основания логики. М., 1914. Перевод Г. Шпета.